# Areni-Kirche
Koordinaten: 39° 43′ 22″ N, 45° 11′ 29″ O

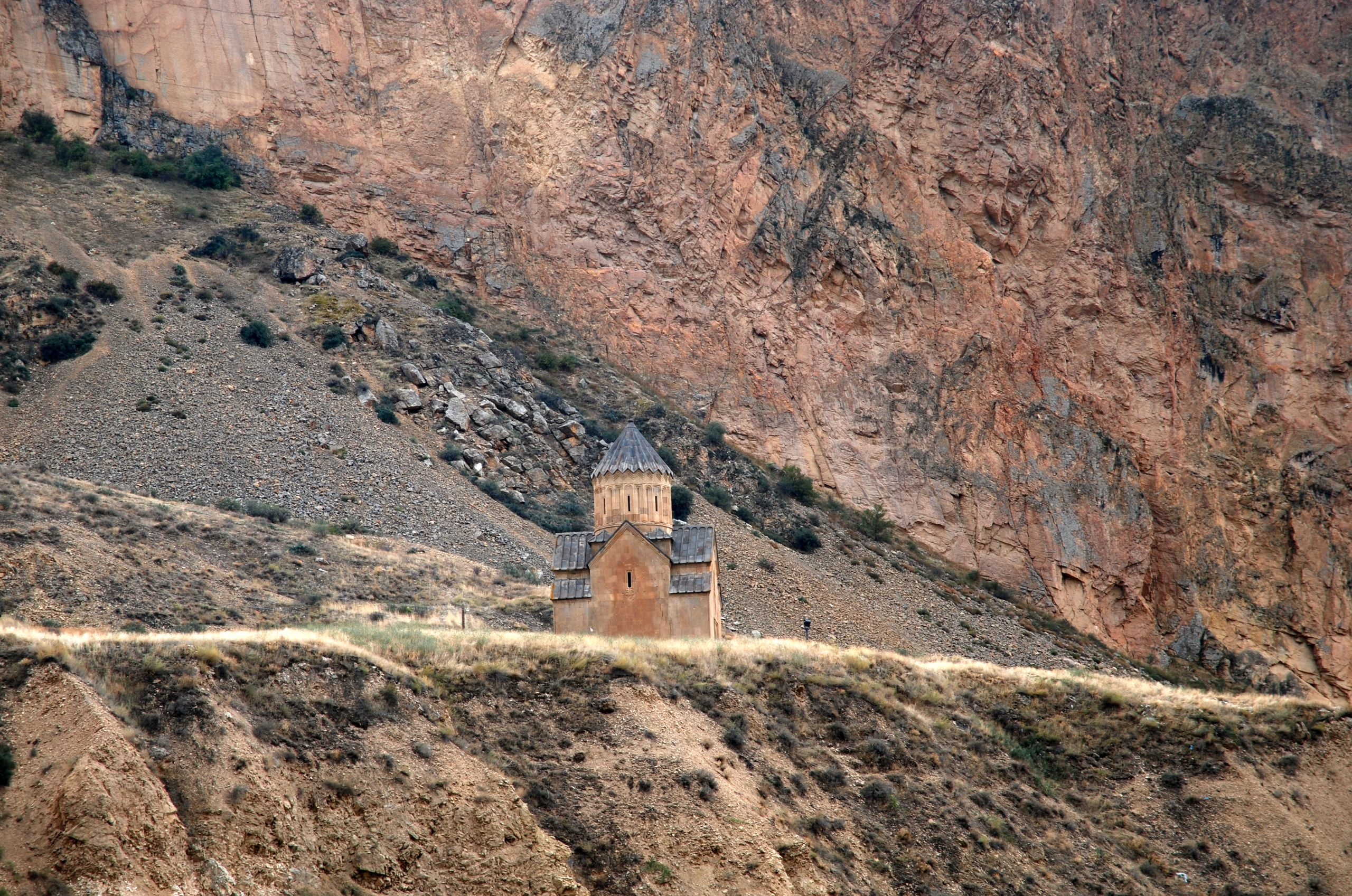
Muttergotteskirche aus rosa Tuff von Norden

Die Areni-Kirche (armenisch Արենիի եկեղեցի), auch Surb Astvatsatsin von Areni (Սուրբ Աստուածածին եկեղեցի) ist eine der Muttergottes (Surb Astvatsatsin) gewidmete Kreuzkuppelkirche der Armenisch-Apostolischen Kirche im Dorf Areni (früher Arpa) in der südarmenischen Provinz Wajoz Dsor. Die wegen ihrer außergewöhnlich harmonischen Form und ornamentalen Gestaltung kunsthistorisch bedeutende Muttergotteskirche wurde vom Architekten und Bildhauer Momik entworfen und mit figürlichen Reliefs ausgestaltet. Die Gründungsinschrift ist 1321 datiert.

## Lage
Das auf einer Höhe von 1054 Metern im Tal des Flusses Arpa gelegene 1800-Einwohner-Dorf Areni bildet das Zentrum einer der bekanntesten armenischen Weinbauregionen. Die Muttergotteskirche steht isoliert außerhalb des Ortes auf einem Hügel über dem Südufer des Arpa. Sie ist von weitem zu sehen, auch wenn sich der rosa Tuffstein des Mauerwerks farblich kaum vor der Kulisse des unmittelbar hinter der Kirche steil ansteigenden Bergrückens abhebt. Ab der einen Kilometer südlich der Schnellstraße M2 gelegenen Ortsmitte führt an der Brücke über den Arpa ein Fahrweg bis zur Kirche. Einen Kilometer östlich zweigt von der M2 eine Nebenstraße zum Kloster Norawank ab, das kurz vor dem Ende eines malerischen Tals am Berghang liegt.
Die ebene Fläche um die Kirche ist mit Gras bewachsen, am Abhang zum Fluss und an der Bergflanke im Süden überwiegen Geröll und vegetationslose Felswände. Wie die meisten kleinen Kreuzkuppelkirchen in Armenien ist die Areni-Kirche von einem alten Friedhof umgeben. Einige Meter entfernt verteilen sich moderne Gräber in der Ebene bis zum Berg.

## Geschichte

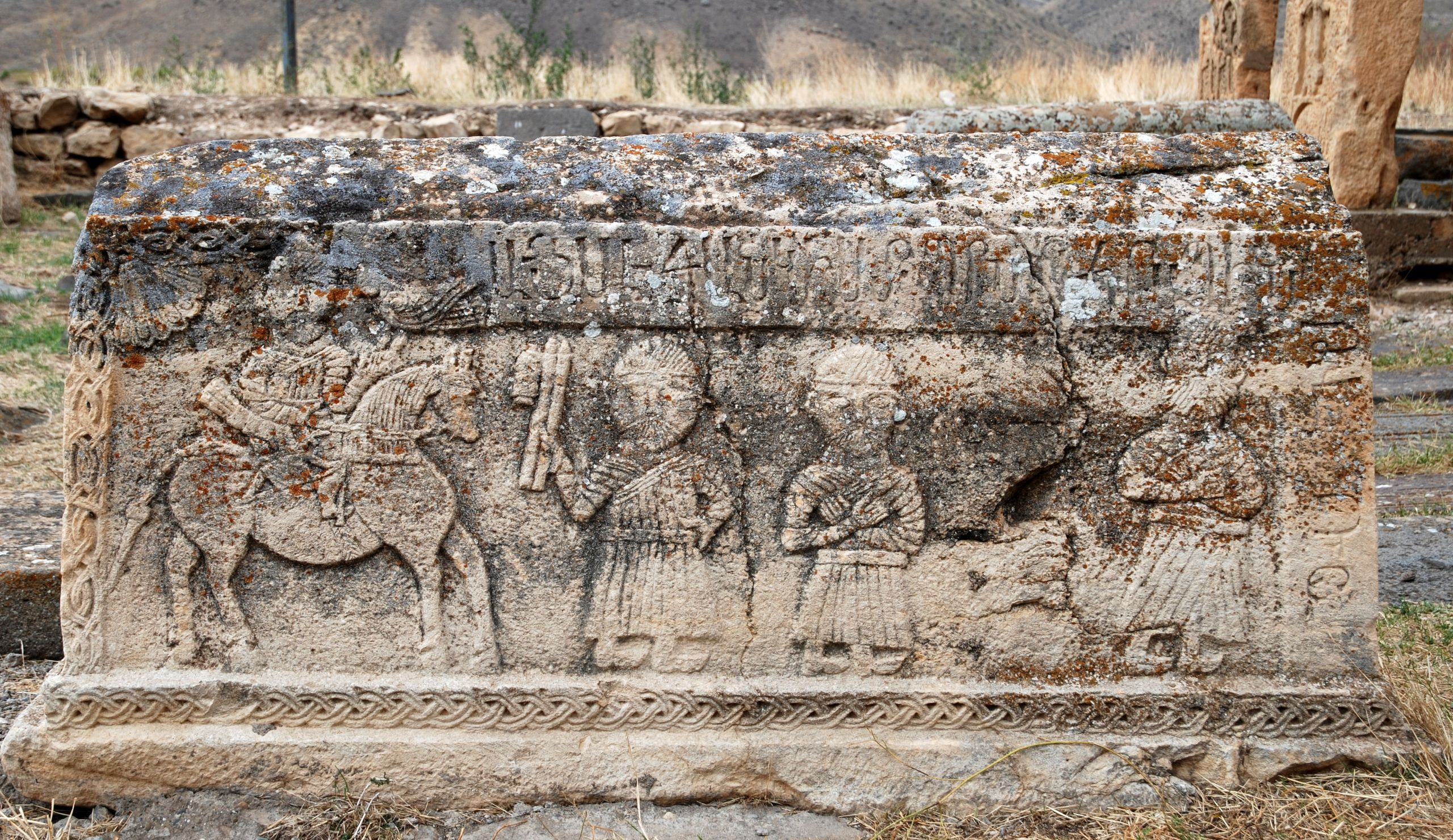
Mittelalterlicher Grabstein vor dem Westeingang mit einer Szene aus dem Alltag, wie sie ähnlich auch auf muslimischen Grabsteinen in Worotan und anderswo im südlichen Kaukasus dargestellt wurden.

Einfache, grob geformte Grabsteine, die um die Kirche aufgestellt sind, stammen möglicherweise aus der Anfangszeit der Christianisierung. Die feiner gearbeiteten Chatschkare sind dagegen zeitgenössisch mit der Kirche. Ihre motivischen Ursprünge reichen bis in vorchristliche Zeit zurück. Manche Reliefs dieser Gedächtnissteine zeigen – für die Region charakteristisch – Wein trinkende Männer und Weingläser.
Die Gründungsinschrift von 1321 über dem Westportal erwähnt den Architekten Momik und seinen Auftraggeber, Bischof Yovhannes Orbelian von Norawank. Momik war durch seine um 1300 an der Universität Gladzor (die sich vermutlich im Kloster Tanahat befand) angefertigten Buchmalereien berühmt geworden, bevor er nach Norawank kam, wo er sich als Bildhauer betätigte und Reliefs für Kirchen und Chatschkare schuf. Der Entwurf der Areni-Kirche zeigt Momik auf dem Höhepunkt seiner Schaffenskraft. Das zur gleichen Zeit oder etwas früher entstandene Figurenrelief über dem Westportal des Gawits in Norawank wird ebenfalls Momik zugeschrieben.
Die Region am Fluss Arpa gehörte seit dem Ende des 13. Jahrhunderts zum Zentrum des Fürstentums der Orbelian-Dynastie. Während der Norden des heutigen Armenien im 14. Jahrhundert unter der mongolischen Herrschaft litt, erlebten die Regionen Arpa und weiter südlich Sjunik mit den unabhängigen Orbelian-Fürsten eine kulturelle Blütezeit. Durch ihre Patronage wurden zahlreiche Kirchen gebaut und Klöster erweitert. In der Nähe der Areni-Kirche wurden Ruinen gefunden, die im 13. Jahrhundert zum Palast des Prinzen Tarsayich Orbelian gehört haben könnten. Er ließ auch zwischen 1265 und 1287 eine Brücke nahe der Kirche über den Arpa erbauen.
Bei einem Erdbeben 1840 wurde die Kirche schwer beschädigt. Auf Fotos aus der ersten Hälfte des 20. Jahrhunderts fehlen noch der beim Erdbeben eingestürzte Tambour und die Kuppel. 1967 bis 1972  wurde das Gebäude restauriert. 1998 wurde während der Amtszeit des Katholikos Karekin Sarkissian die Kuppel wiederaufgebaut.

## Bauform

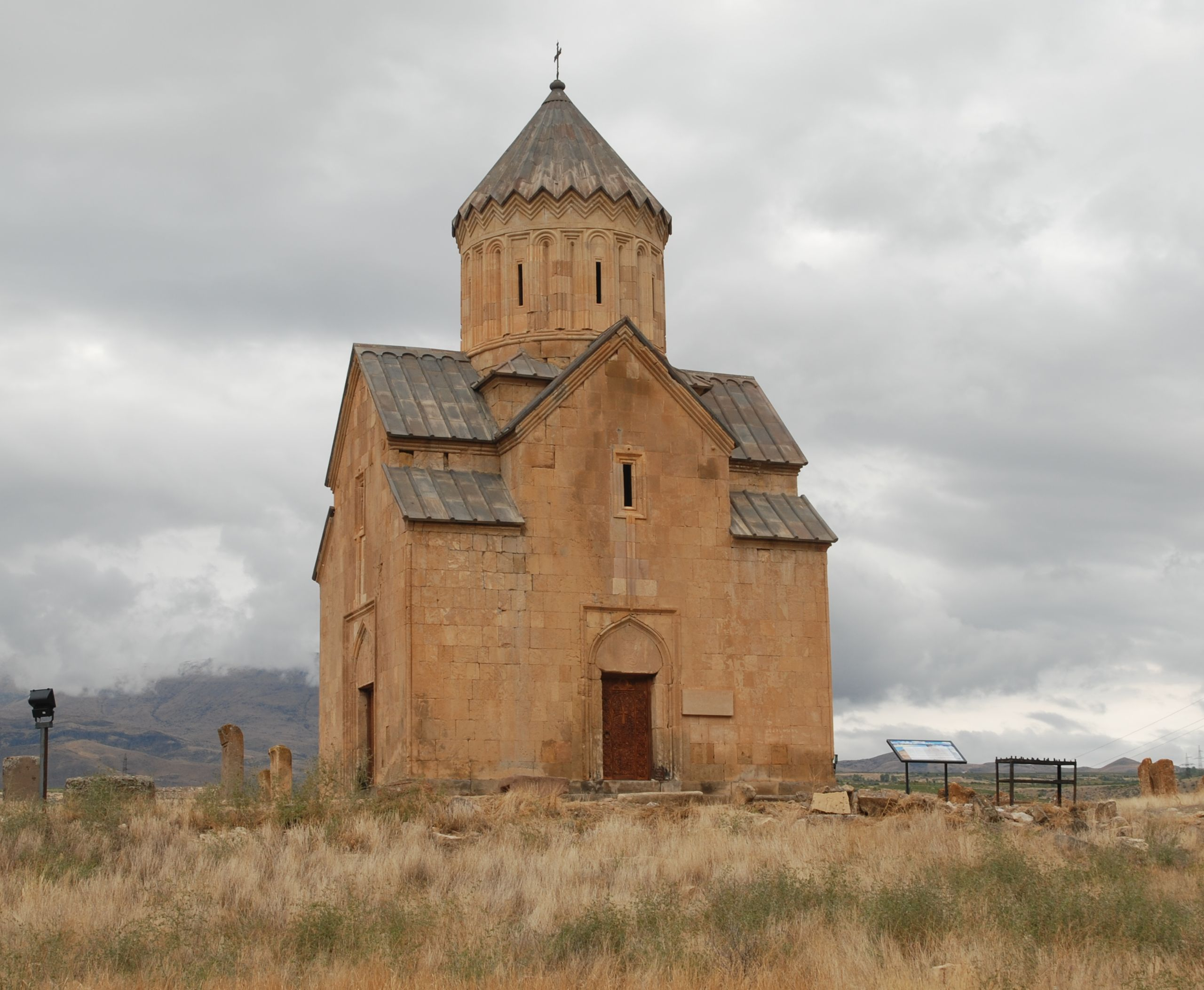
Ummantelte Kreuzkuppelkirche von Süden

Zu Beginn des 7. Jahrhunderts entstanden kleine Kreuzkuppelkirchen. Nach der Zahl der Apsiden waren sie als Monokonchos (eine halbrunde Altarapside im Osten wie Lmbatavank), Trikonchos (drei Apsiden, Muttergotteskirche in Talin) oder als vollkommen symmetrische Grundform mit vier Konchen (Tetrakonchos) ausgebildet. Die meisten gehörten zu einem Friedhof und können funktional den Memorialbauten zugerechnet werden. Neben den Zentralbauten, deren kreuzförmiger Grundriss sich im Umriss abzeichnet, wurden ummantelte Kreuzkuppelkirchen entwickelt. Ihr Grundriss ist in ein äußeres Rechteck eingeschrieben. Der Monokonchos der Areni-Kirche entspricht diesem Typ, wobei die Gurtbögen des Tambours nur auf den zwei östlichen Innenecken ruhen und – als eine Besonderheit in Armenien – im Osten von zwei freistehenden Pfeilern getragen werden. Die Zwei-Pfeiler-Konstruktion kommt in der mittelalterlichen byzantinischen und georgischen Kirchenarchitektur häufig vor, während sich bei kleinen armenischen Kreuzkuppelkirchen der Tambour über den vier Innenecken des kreuzförmigen Grundplans erhebt und bei größeren Kirchen Tambour und Kuppel auf vier freistehenden Pfeilern ruhen. Vorbilder für die letztgenannten Kuppelbasiliken waren die Kathedrale von Odsun (möglicherweise Mitte 6. Jahrhundert) und die zweite Kathedrale Surb Grigor von Dwin vom Anfang des 7. Jahrhunderts.
Die beiden östlichen Bogenauflagen werden von den Trennwänden der hufeisenförmigen Apsis gebildet. Rechteckige Nebenräume mit kleinen Rundapsiden füllen die Außenecken seitlich der Apsis aus. Die durch ein Bema (Podest) erhöhte Altarapsis erhält Licht von einem Doppelfenster, das aus zwei kreuzförmigen Öffnungen besteht. Die Nebenräume werden von schmalen Fensterschlitzen belichtet. Eine weitere Fensteröffnung derselben Größe befindet sich im Giebel der Nordseite. Die beiden Eingänge liegen in der Mitte der West- und Südwand.
In den Ecken des durch die Gurtbögen gebildeten zentralen Quadrats leiten Pendentifs zur innen kreisrunden Grundform des Tambours über. Jedes Pendentif ist mit einem plastischen hervortretenden figürlichen Relief eines der vier Evangelistensymbole (Tetramorphe) gestaltet, die zum Tambour durch einen umlaufenden geometrischen Fries begrenzt werden. Der lebendige Stil der Figuren ist für Armenien ungewöhnlich und wurde mit Verweis auf Momiks Herkunft aus Kilikien als gotisch charakterisiert, weil er dort durch den Kontakt mit Kreuzfahrern Gestaltungselemente der europäischen Kirchenbaukunst kennengelernt haben könnte. Die Tetramorphe waren jedenfalls in der byzantinischen Malerei weit verbreitet und gelangten von dort in vereinfachter Form bis in die plastische Gestaltung einiger armenischer Kirchen  des 10. bis 13. Jahrhunderts.

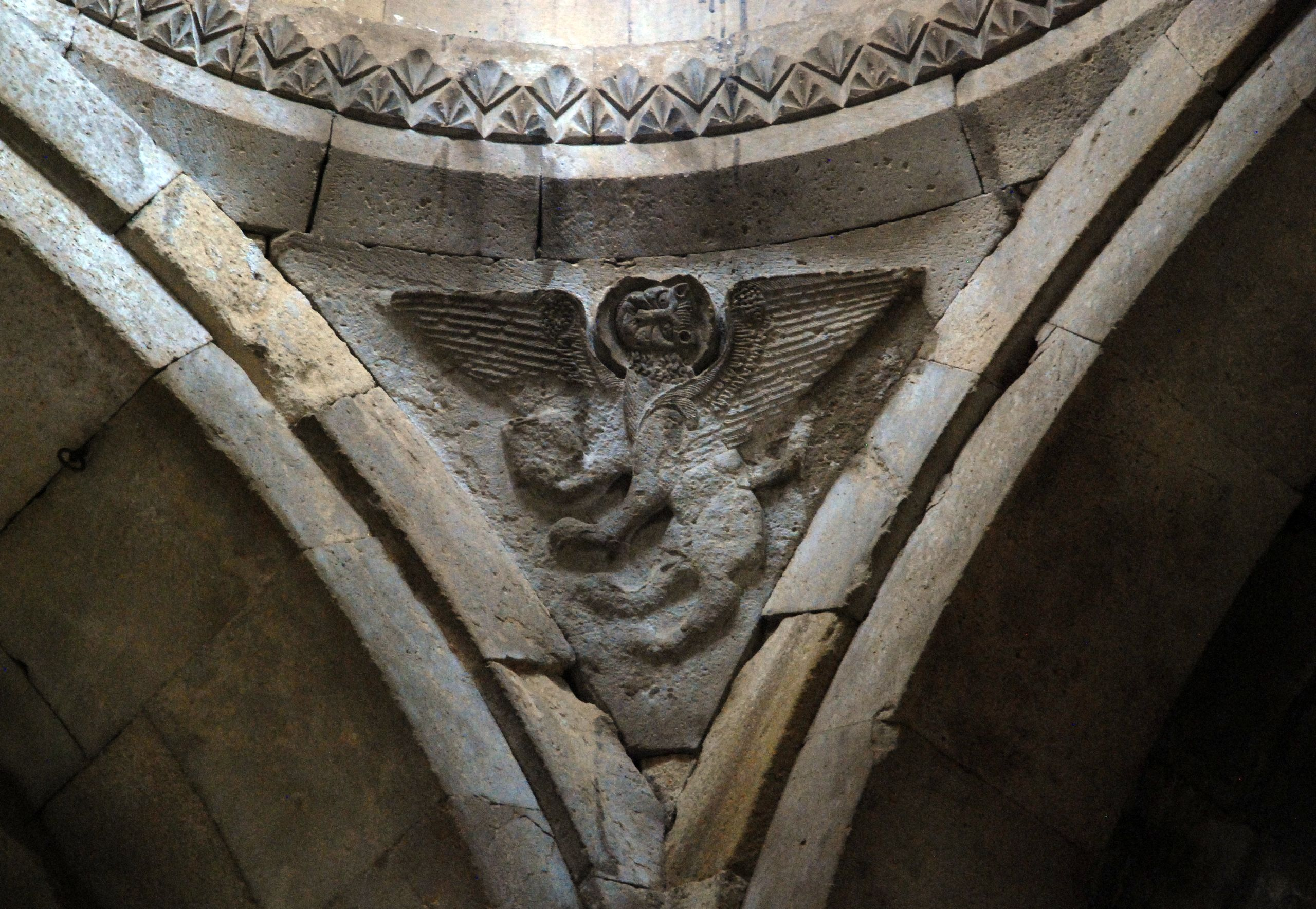
Tetramorph im Südosten: Markus als Löwe
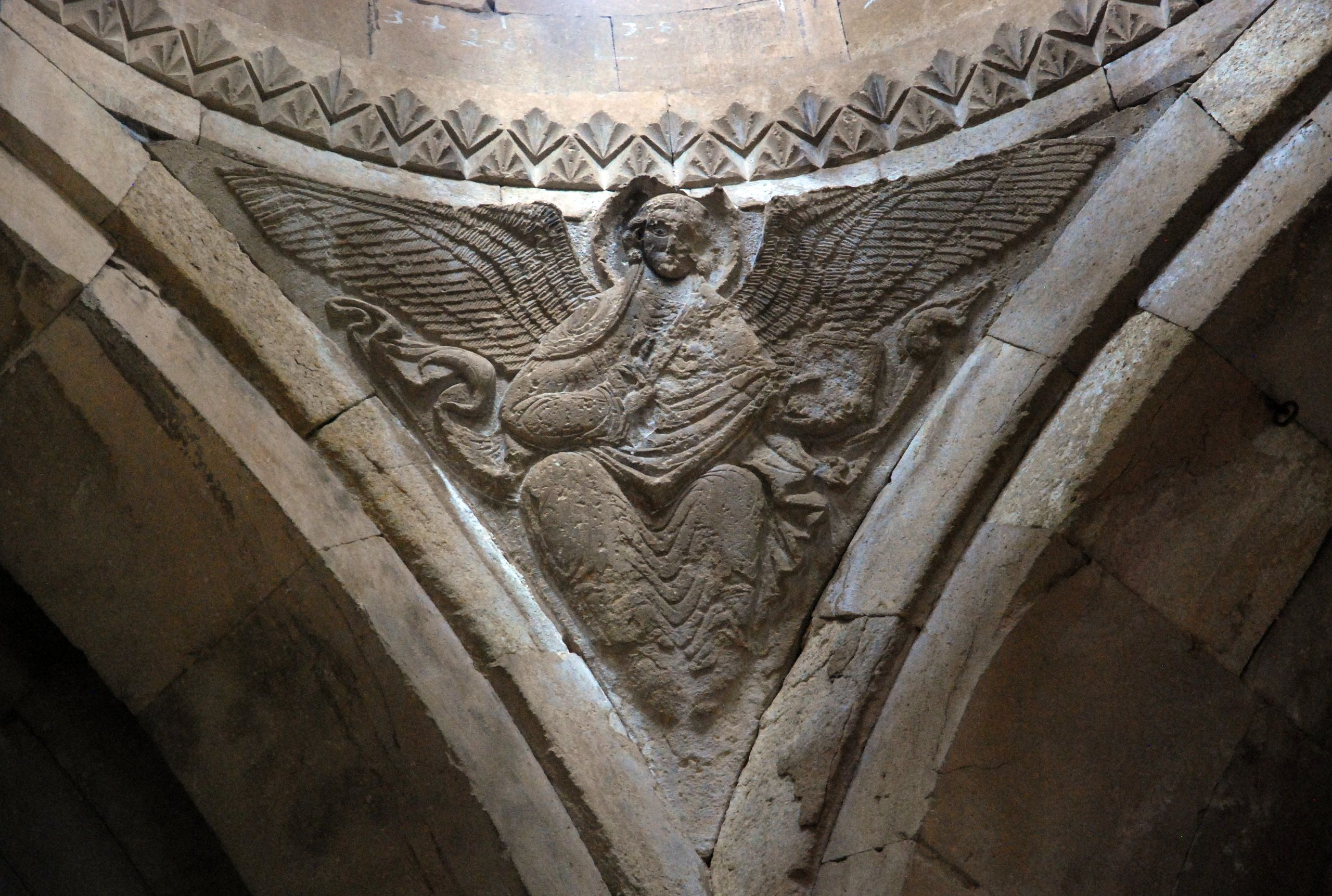
Tetramorph im Nordosten: Matthäus als geflügelter Mensch
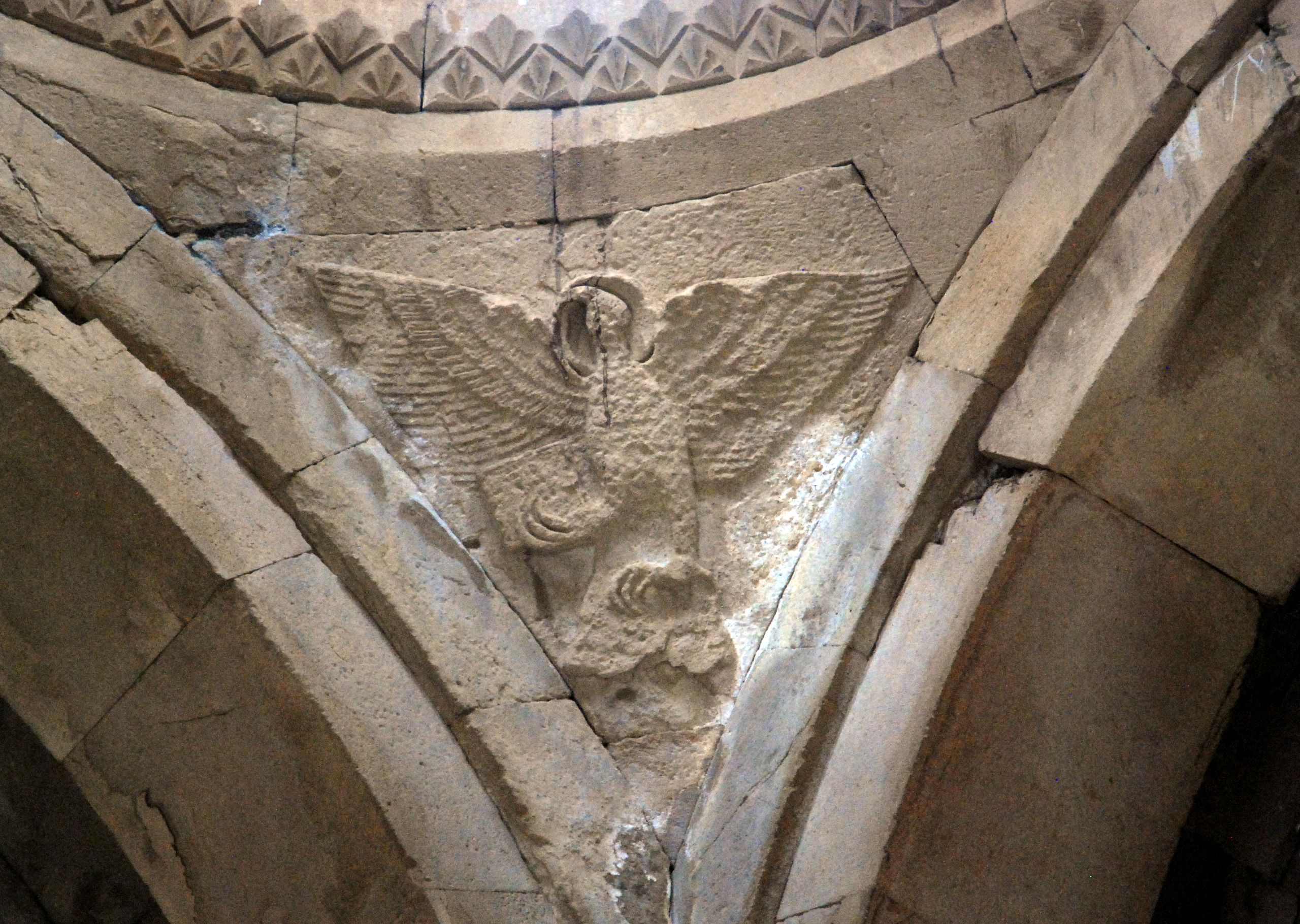
Tetramorph im Nordwesten: Johannes als Adler
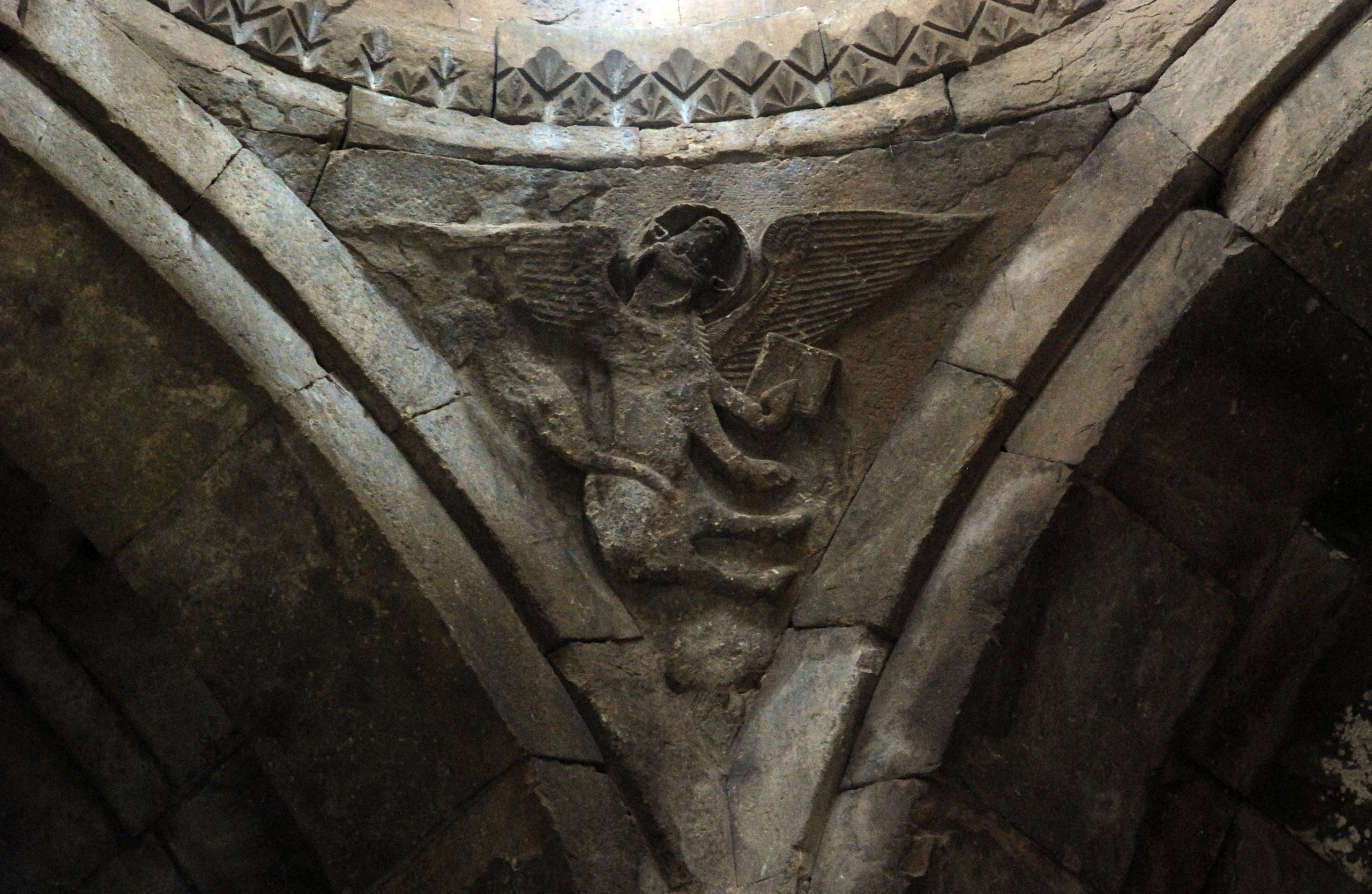
Tetramorph im Südwesten: Lukas als Stier

Ein dreifach gestaffelter waagrechter Fries verläuft im oberen Wandbereich auf allen Seiten. Er bildet den Übergang zwischen Apsiswand und Kuppelhalbschale, ersetzt die Kapitelle zwischen Halbsäulen an den Wandecken und Gurtbögen und überwindet mit einem rechteckigen Versatz die Oberkante der Rundbogenfenster. Abgesehen von den figürlichen Darstellungen ist die ornamentale Gestaltung sparsam und in jedem Detail schlüssig komponiert.
Der rekonstruierte, außen 24-seitige Tambour ist durch acht Fensterschlitze mit zwei V-förmig eingetieften Nischen dazwischen gegliedert. Bei den oberen Abschlüssen der Wandflächen alternieren rechteckige mit runden Wulstprofilen, sodass sich aus dem Einsatz dieser sparsamen Mittel eine ungewöhnlich lebhafte Gestaltung ergibt. Bekrönt wird die Kuppel durch ein Schirmdach, das mit einer dreifach abgetreppten und gezackten Traufe den Übergang zur Wand erreicht. Die Rahmen der Fenster und Türen an der West- und Südseite sind durch Rundprofilstäbe miteinander verbunden.

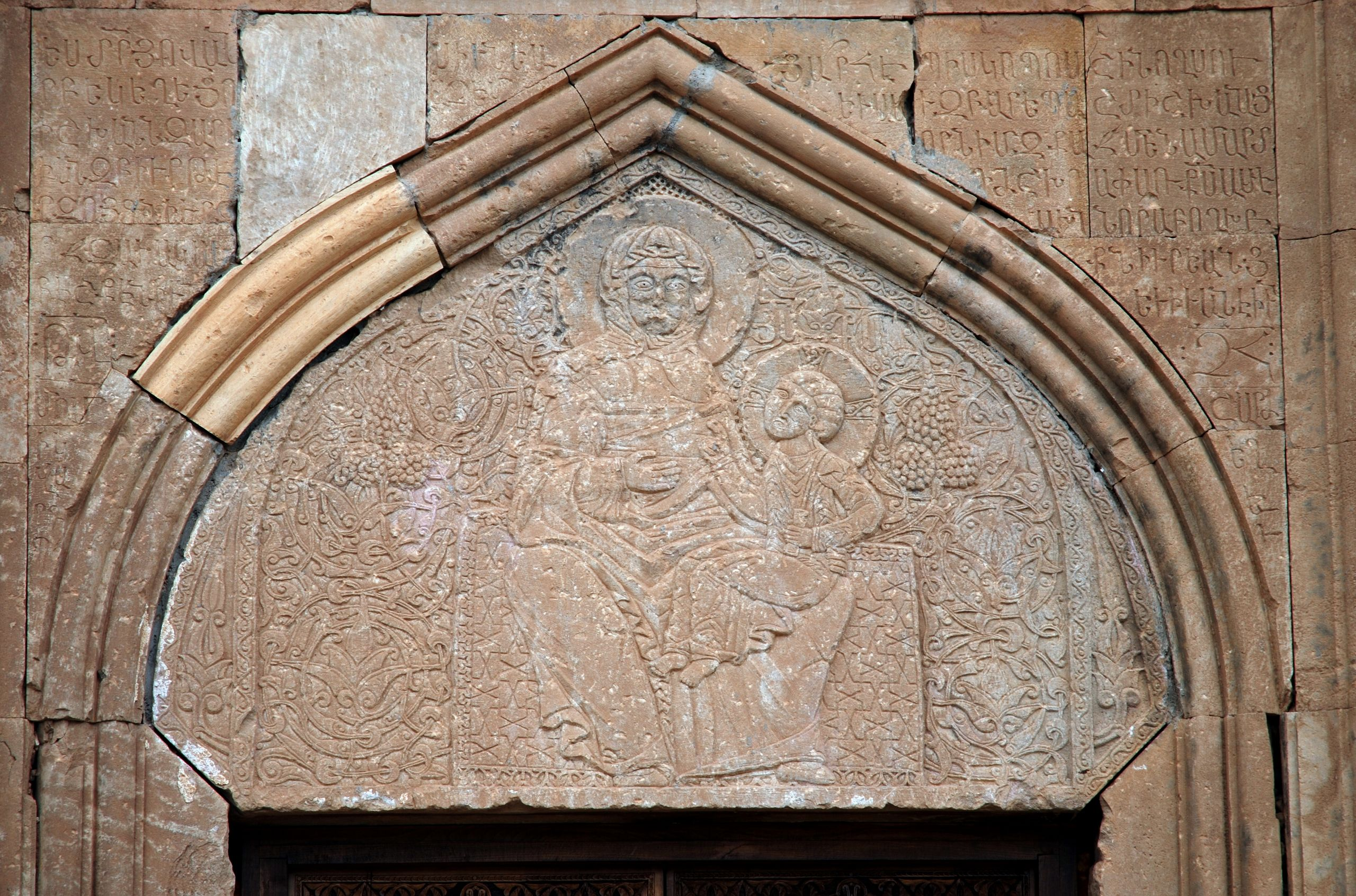
Tympanon über dem Westportal.

Die beiden Tympanonfelder über den Eingängen werden von Spitzbogenprofilen umrahmt. Über dem Südportal ist das Feld eher beiläufig mit dem Motiv eines vegetabil ausgestalteten Kreuzes verziert. Von besonderer Bedeutung ist dagegen das Tympanon über dem Haupteingang im Westen. Das Flachrelief zeigt eine von Momik gestaltete sitzende Maria mit Kind vor einem Hintergrund mit dichten Pflanzenranken in der speziellen Gestaltung als Hodegetria. Die Form ist möglicherweise durch das etwas ältere Tympanon am Gawit in Norawank beeinflusst. Nach anderer Ansicht ist das Tympanon in Norawank stilistisch von Areni verschieden und stammt bereits aus dem Ende des 13. Jahrhunderts. Ein Medaillon am rechten unteren Rand des Westgiebels enthält einen Kopf mit mongolischen Gesichtszügen. Vielleicht steht der Mongolenkopf für die Herrschaft dieses Volkes über die Armenier.